# Mimela bicolor
Mimela bicolor är en skalbaggsart som beskrevs av Hope 1835. Mimela bicolor ingår i släktet Mimela och familjen Rutelidae. Inga underarter finns listade i Catalogue of Life.